# Famille de Roquefeuil (Aude)
Pour les articles homonymes, voir Familles de Roquefeuil.
La famille de Roquefeuil (Aude), originaire de Roquefeuil (Aude), paroisse située à la lisière du Comté de Foix, serait un rameau de la famille de Niort (Aniort), originaire de Niort-de-Sault (Aude). Elle s'est probablement éteinte dès le XIIIe siècle.

## Maison de Foix
On ne connaît la famille de Niort que depuis Guillaume d'Aniort (Guilhem de Alona ou Alana), qui aurait été marié en 1162 avec Bradimende de Foix, peut-être fille de Roger III de Foix (+ 1149) et de Chimène de Barcelone. Ce mariage n'est repris que par le généalogiste La Chenaye-Desbois dans sa généalogie de la maison de Foix, tirée du Père Anselme, mais il ne semble plus reconnu par les généalogistes actuels. Chimène de Barcelone était la fille de Raimond-Bérenger III de Barcelone, comte de Barcelone, prince de Provence, et de Marie Roderic de Vivar, fille du Cid et de Chimène.

## Famille de Niort-de-Sault
Guillaume II d'Aniort ou de Niort (alias Géraud), sans doute seigneur de Sault, probablement le Guillaume de Aniorto qui contresigne en 1218 une charte du comte Raymond-Roger de Foix, était marié à Esclarmonde de Laurac, fille de Sicard et de la fameuse cathare Blanche de Laurac. Deux de leurs fils semblent avoir été seigneurs de Roquefeuil (Aude) : Raymond et Géraud.

## Famille de Roquefeuil
Ce Raymond de Roquefeuil, seigneur de Roquefeuil (+ 1227), était « chevalier faidit et frère du rebelle notoire Bernard Aton de Niort ». Il était marié à Marquise de Mirepoix, qui serait la fille de Pierre-Roger de Mirepoix et de Philippa de Péreilhe, dame de Montségur. Leur fils Raymond II de Roquefeuil lui succéda. Il fut le protecteur du troubadour Daude de Pradas (v. 1214 - 1282). Il aurait épousé Alix de Blanchefort, dont il n'eut qu'une fille, Jordanne. Pour certains auteurs, Jordanne est une cousine de Raymond de Roquefeuil. Elle aurait épousé Pierre III de Voisins, l'un des lieutenants d'Humbert V de Beaujeu, et qui acquit ensuite le château de Rennes-le-Château.
La famille de Roquefeuil (Aude) se serait éteinte à cette époque.